# Chambon (Charente-Maritime)
Pour les articles homonymes, voir Chambon.
Chambon est une commune du Sud-Ouest de la France située dans le département de la Charente-Maritime (région Nouvelle-Aquitaine).
Ses habitants sont appelés les Chambonnais et les Chambonnaises.

## Géographie

### Hameaux et lieux-dits
La commune de Chambon est une mosaïque constituée de huit hameaux principaux et quelques écarts :
Hameaux : Chambon Gare (mairie, école), le Cher, Marlonges, Savarit, le bourg de Chambon, les Égaux, le Ramigeau et Vandon.
Lieux-dits : la Maison Neuve, le Préneau, le Renclos, la Cabourne, le Moulin de Marlonges, les Grandes Chaumes, Fausse Lussane, le Moulin du Cher, les Chaumes, Bel-Air.

### Communes limitrophes
| Virson | Puyravault |          |
| Forges | Chambon    | Surgères |
|        | Landrais   | Péré     |

## Urbanisme

### Typologie
Au 1er janvier 2024, Chambon est catégorisée commune rurale à habitat dispersé, selon la nouvelle grille communale de densité à 7 niveaux définie par l'Insee en 2022.
Elle est située hors unité urbaine. Par ailleurs la commune fait partie de l'aire d'attraction de La Rochelle, dont elle est une commune de la couronne,. Cette aire, qui regroupe 72 communes, est catégorisée dans les aires de 200 000 à moins de 700 000 habitants,.

### Occupation des sols
L'occupation des sols de la commune, telle qu'elle ressort de la base de données européenne d’occupation biophysique des sols Corine Land Cover (CLC), est marquée par l'importance des territoires agricoles (96,1 % en 2018), une proportion sensiblement équivalente à celle de 1990 (96,7 %). La répartition détaillée en 2018 est la suivante : 
terres arables (84 %), zones agricoles hétérogènes (12,1 %), zones urbanisées (2,4 %), forêts (1,5 %). L'évolution de l’occupation des sols de la commune et de ses infrastructures peut être observée sur les différentes représentations cartographiques du territoire : la carte de Cassini (XVIIIe siècle), la carte d'état-major (1820-1866) et les cartes ou photos aériennes de l'IGN pour la période actuelle (1950 à aujourd'hui).

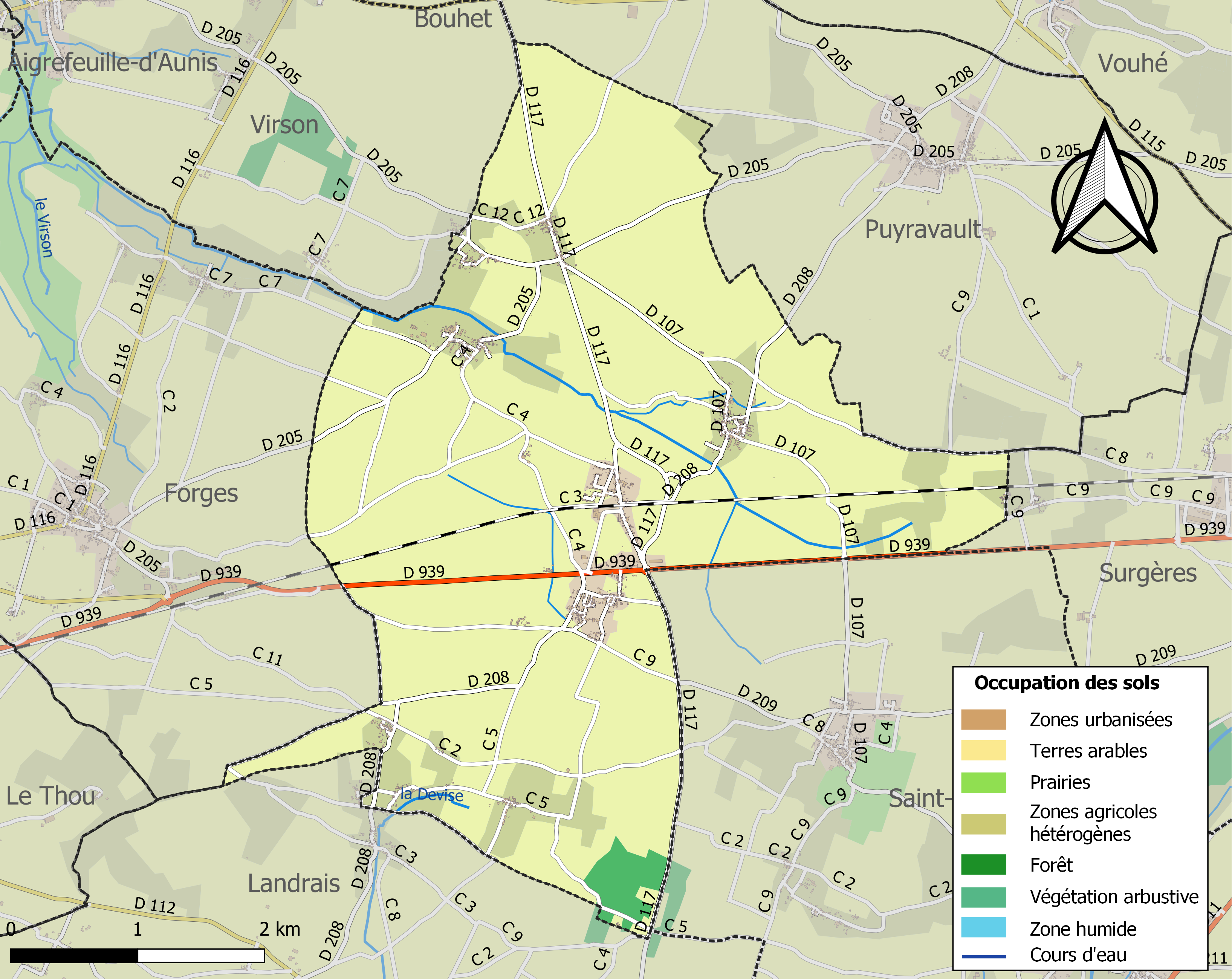
Carte des infrastructures et de l'occupation des sols de la commune en 2018 (CLC).

### Risques majeurs
Le territoire de la commune de Chambon est vulnérable à différents aléas naturels : météorologiques (tempête, orage, neige, grand froid, canicule ou sécheresse), inondations et séisme (sismicité modérée). Il est également exposé à un risque technologique,  le transport de matières dangereuses. Un site publié par le BRGM permet d'évaluer simplement et rapidement les risques d'un bien localisé soit par son adresse soit par le numéro de sa parcelle.

#### Risques naturels
Certaines parties du territoire communal sont susceptibles d’être affectées par le risque d’inondation par débordement de cours d'eau. La commune a été reconnue en état de catastrophe naturelle au titre des dommages causés par les inondations et coulées de boue survenues en 1982, 1993, 1999 et 2010,.
Par ailleurs, afin de mieux appréhender le risque d’affaissement de terrain, l'inventaire national des cavités souterraines permet de localiser celles situées sur la commune.
Concernant les mouvements de terrains, la commune a été reconnue en état de catastrophe naturelle au titre des dommages causés par des mouvements de terrain en 1999 et 2010.

#### Risques technologiques
Le risque de transport de matières dangereuses sur la commune est lié à sa traversée par une ou des infrastructures routières ou ferroviaires importantes ou la présence d'une canalisation de transport d'hydrocarbures. Un accident se produisant sur de telles infrastructures est susceptible d’avoir des effets graves sur les biens, les personnes ou l'environnement, selon la nature du matériau transporté. Des dispositions d’urbanisme peuvent être préconisées en conséquence.

## Toponymie
L'origine du nom de la commune vient très certainement de campus bonus qui signifie terre fertile. L'autre origine communément admise pour les Chambon est cambo (courbe ou méandre) mais l'absence de cours d'eau au centre historique rend cette affirmation plus que douteuse.

## Histoire
Au XVIIIe siècle, Chambon était une paroisse de Saintonge qui formait une enclave dans le pays d'Aunis.
Le 18 avril 1827, les deux communes voisines Chambon et Le Cher fusionnent, ce qui explique la présence de deux églises et de deux cimetières sur ce nouveau territoire.

## Administration

### Liste des maires
| Période                                  | Période  | Identité            | Étiquette | Qualité              |
| ---------------------------------------- | -------- | ------------------- | --------- | -------------------- |
| 1983                                     | 1995     | René Marchand       | SE        | Agriculteur retraité |
| 1995                                     | 2008     | Michel Moineau      | SE        | Agriculteur          |
| 2008                                     | 2014     | Jean-Paul Juchereau | SE        | Retraité             |
| 2014                                     | 2020     | François Girard     | SE        | Sans profession      |
| 2020                                     | En cours | Angélique Peintre   |           |                      |
| Les données manquantes sont à compléter. |          |                     |           |                      |

## Démographie

### Évolution démographique
L'évolution du nombre d'habitants est connue à travers les recensements de la population effectués dans la commune depuis 1793. Pour les communes de moins de 10 000 habitants, une enquête de recensement portant sur toute la population est réalisée tous les cinq ans, les populations de référence des années intermédiaires étant quant à elles estimées par interpolation ou extrapolation. Pour la commune, le premier recensement exhaustif entrant dans le cadre du nouveau dispositif a été réalisé en 2008.

En 2022, la commune comptait 985 habitants, en évolution de +8,12 % par rapport à 2016 (Charente-Maritime : +4,04 %, France hors Mayotte : +2,11 %).
| 1793 | 1800 | 1806 | 1821 | 1831 | 1836 | 1841 | 1846 | 1851 |
| ---- | ---- | ---- | ---- | ---- | ---- | ---- | ---- | ---- |
| 399  | 397  | 349  | 496  | 871  | 775  | 824  | 870  | 862  |

| 1856 | 1861  | 1866 | 1872 | 1876 | 1881 | 1886 | 1891 | 1896 |
| ---- | ----- | ---- | ---- | ---- | ---- | ---- | ---- | ---- |
| 980  | 1 014 | 976  | 936  | 968  | 898  | 746  | 748  | 786  |

| 1901 | 1906 | 1911 | 1921 | 1926 | 1931 | 1936 | 1946 | 1954 |
| ---- | ---- | ---- | ---- | ---- | ---- | ---- | ---- | ---- |
| 731  | 852  | 843  | 777  | 770  | 750  | 760  | 674  | 661  |

| 1962 | 1968 | 1975 | 1982 | 1990 | 1999 | 2006 | 2008 | 2013 |
| ---- | ---- | ---- | ---- | ---- | ---- | ---- | ---- | ---- |
| 634  | 566  | 554  | 634  | 730  | 739  | 841  | 870  | 882  |

| 2018 | 2022 | - | - | - | - | - | - | - |
| ---- | ---- | - | - | - | - | - | - | - |
| 945  | 985  | - | - | - | - | - | - | - |

### Pyramide des âges
La population de la commune est relativement jeune.
En 2018, le taux de personnes d'un âge inférieur à 30 ans s'élève à 31,7 %, soit au-dessus de la moyenne départementale (29 %). À l'inverse, le taux de personnes d'âge supérieur à 60 ans est de 26,3 % la même année, alors qu'il est de 34,9 % au niveau départemental.
En 2018, la commune comptait 476 hommes pour 469 femmes, soit un taux de 50,37 % d'hommes, largement supérieur au taux départemental (47,85 %).
Les pyramides des âges de la commune et du département s'établissent comme suit.
| Hommes | Classe d’âge | Femmes |
| ------ | ------------ | ------ |
| 0,8    | 90 ou +      | 1,5    |
| 6,5    | 75-89 ans    | 8,3    |
| 19,7   | 60-74 ans    | 15,6   |
| 24,2   | 45-59 ans    | 22,6   |
| 17,0   | 30-44 ans    | 20,5   |
| 12,0   | 15-29 ans    | 12,6   |
| 19,7   | 0-14 ans     | 19,0   |

| Hommes | Classe d’âge | Femmes |
| ------ | ------------ | ------ |
| 1,1    | 90 ou +      | 2,6    |
| 10,1   | 75-89 ans    | 12,6   |
| 22     | 60-74 ans    | 23,2   |
| 20,1   | 45-59 ans    | 19,7   |
| 16,1   | 30-44 ans    | 15,6   |
| 15,2   | 15-29 ans    | 12,7   |
| 15,4   | 0-14 ans     | 13,6   |

## Lieux et monuments
- Château de Marlonges (Centre de Soins de Suite) : boiseries et cheminées peintes dans les salons. Le château accueille une maison de repos médicalisée en son sein. En 2008, le conseil général de Charente-Maritime a effectué des travaux d'agrandissement et de mise aux normes.
- Église Notre-Dame-de-l'Assomption, située au lieu-dit Chambon-Bourg.
- Église Saint-Jacques-du-Cher, située à proximité du hameau Le Cher. L'édifice datant du XIIe siècle serait construit sur un ancien cimetière mérovingien. Il est inscrit à l'inventaire des Monuments Historiques : 2 travées 12e fermées au 15e par 2 murs plats ; modillons romans[20].

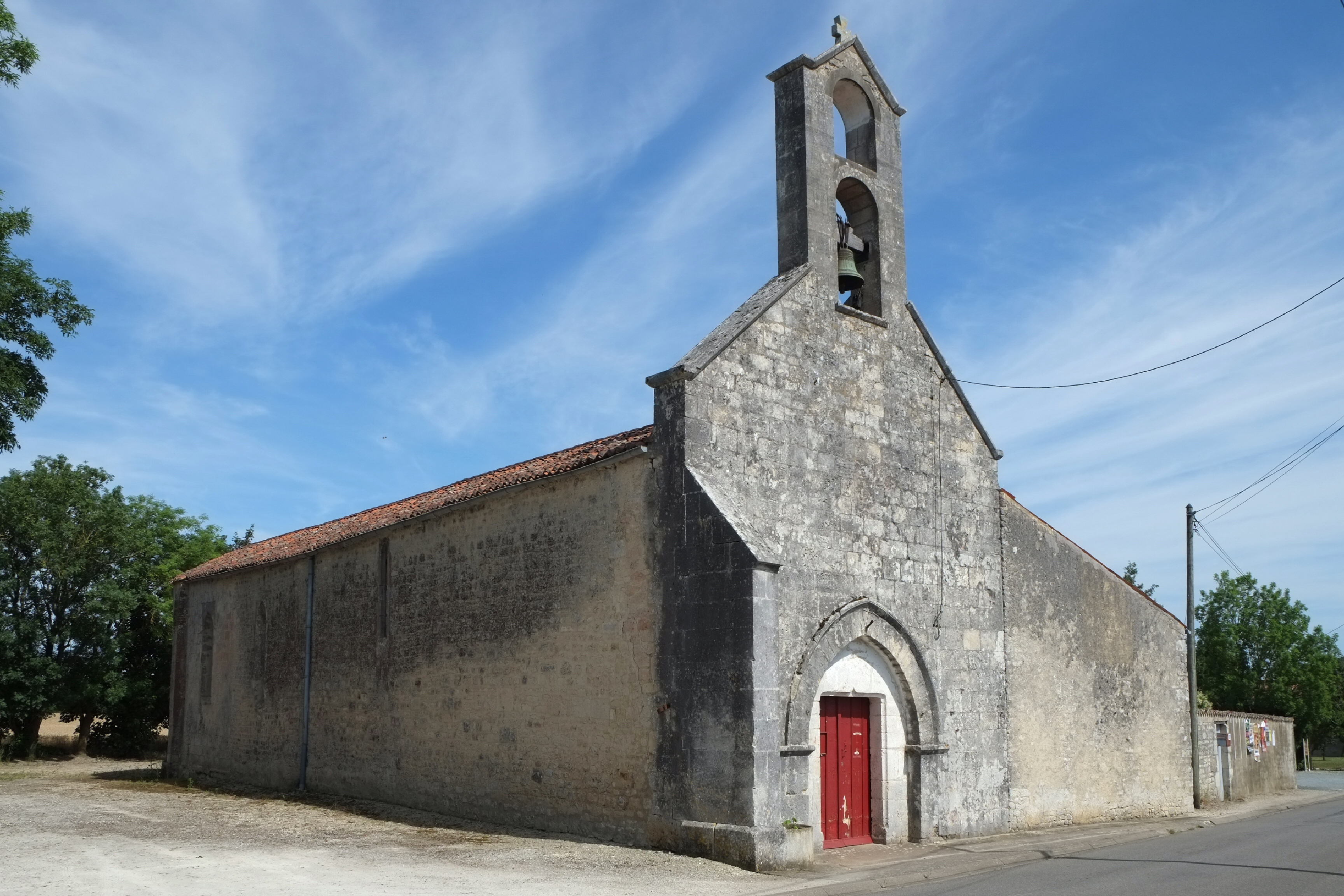
Église Notre-Dame de l'Assomption.
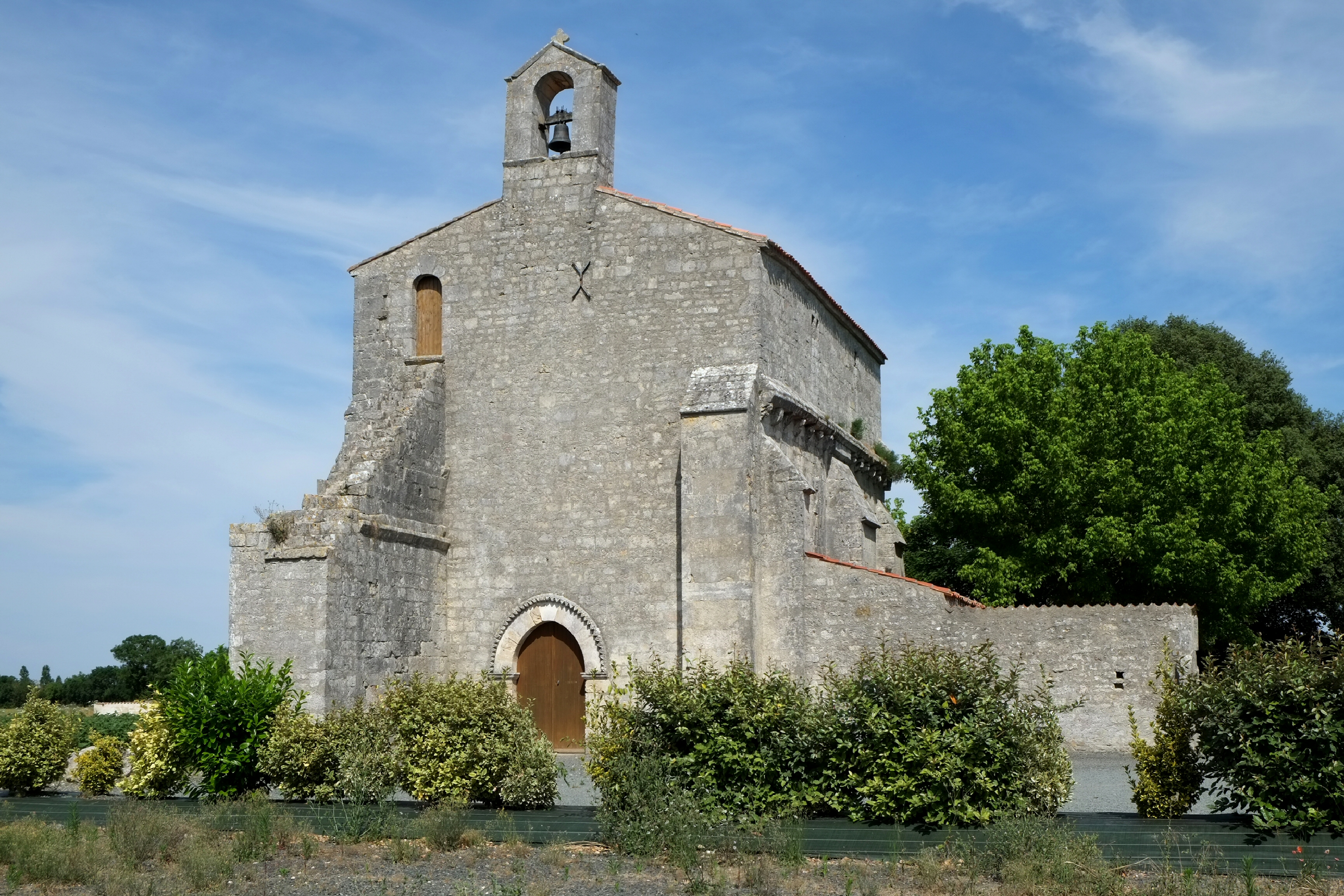
Église Saint-Jacques-du-Cher.

## Personnalités liées à la commune
- Ozanne Achon (1633 - 1707) est née un 18 juillet à Savarit, petit hameau de Chambon. Fille de Jean Achon et de Hélène Regnault, elle a été baptisée le jour même dans l'église Notre-Dame-de-l'Assomption à Chambon. Elle émigre au Québec où elle arrive le 21 juin 1657 sur le navire Le Taureau avec un groupe de dix-huit jeunes filles. Elle épouse à Québec, le mardi 2 octobre 1657, Pierre Tremblay. Elle est la mère de tous les Tremblay d'Amérique du Nord[21].